# 宋烈
宋烈（1909年—1976年7月18日），四川省南充阆中县人，中国人民解放军少将。

## 生平
宋烈1933年参加中国工农红军。1934年加入中国共产党。土地革命战争时期，任红九军第八十一团特务营政治委员，红九军政治部总务处处长。参加了长征。抗日战争时期，任八路军一二九师政治部保卫部科长，太岳行政公署公安局局长。第二次国共内战时期，任太岳区南下干部大队大队长，豫陕鄂边区组织部、社会部部长，中共豫西区地委委员兼宝丰县委书记，豫西区委社会部副部长兼公安局局长，中共河南省委委员兼社会部副部长、公安厅副厅长。
中华人民共和国成立后，任中共河南省委委员兼社会部副部长、公安厅厅长，河南公安总队司令员兼政治委员，河南省政法委员会主任兼公安厅厅长和检察署署长，武汉市公安局局长兼检察署署长，公安部第十六局局长，第四局局长，人民武装警察部队副政治委员，公安部队副政治委员。
1962年被授予少将军衔。
因病于1976年7月18日去世，享年67岁。